# Gaudenzio di Novara
Gaudenzio di Novara (Ivrea, 327 – Novara, 3 agosto 418) è stato il primo vescovo di Novara. Venerato come santo dalla Chiesa cattolica, è considerato patrono della città e della diocesi di Novara.

## Agiografia

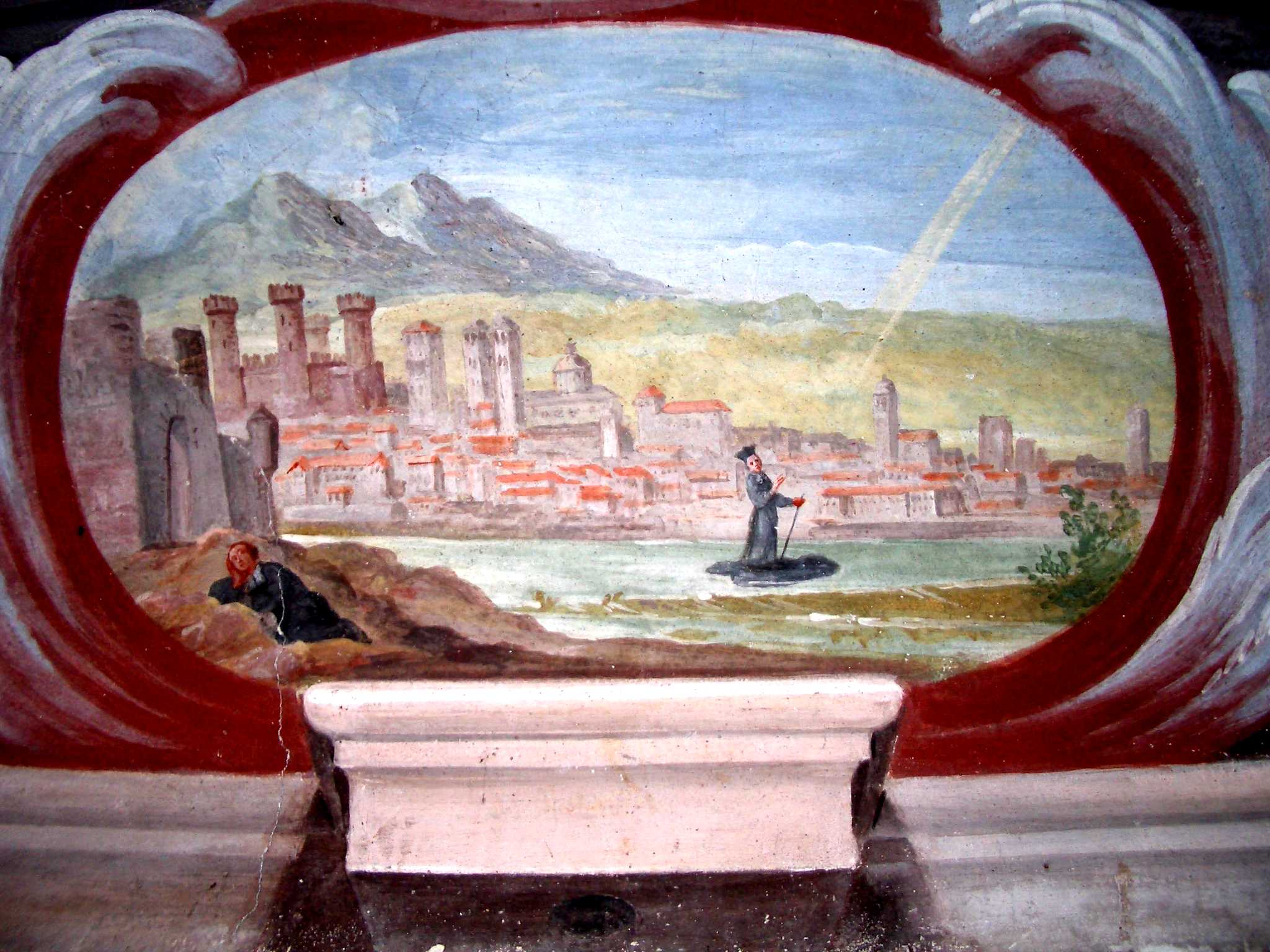
San Gaudenzio lascia la città natale di Ivrea, navigando sulla Dora, affresco di Luca Rossetti della Chiesa di San Gaudenzio a Ivrea

Gaudenzio fu convertito al cristianesimo da Eusebio, vescovo di Vercelli.
Divenuto amico di sant'Ambrogio, iniziò a diffondere la dottrina cristiana nel basso novarese.
Il successore di Ambrogio, Simpliciano, lo consacrò vescovo di Novara nel 398 dando così vita alla diocesi gaudenziana, staccandola dalla sede metropolitana di Milano.
Tutti gli elementi popolarmente caratteristici della sua vita, come la sua nascita ad Ivrea, lo spegnimento dell’incendio scoppiato in città, l’incontro con Ambrogio e il miracolo dei fiori, i prodigi di guarigione compiuti, la narrazione della sua morte, appartengono alla tradizione agiografica altomedievale, e pur non essendo – in linea di principio – falsi, sono tuttavia destituiti di ogni fondamento critico.
La pietà popolare che il santo riesce a condensare attorno a sé è però ancora molto forte. Esempio è la grande partecipazione alle iniziative per la festa patronale. E il fatto che nel 2018 la diocesi di Novara ha indetto un Anno Giubilare Gaudenziano per celebrare il XVI centenario della morte di Gaudenzio.

## Culto
A lui è stata dedicata dai cittadini l'omonima Basilica di San Gaudenzio, sormontata dall'altissima cupola di Alessandro Antonelli.
La sua festa liturgica è il 22 gennaio, giorno della traslazione del suo corpo nell'attuale basilica.
San Gaudenzio è inoltre il patrono di alcune località italiane, tra le quali:
- Baceno (VB)
- Boca (NO)
- Cavallirio (NO)
- Crusinallo frazione di Omegna (VB)
- Erbareti frazione di Sabbia (VC)
- Fagnano Olona (VA)
- Paspardo (BS)
- Rovegro frazione di San Bernardino Verbano (VB)
- San Godenzo comune della città metropolitana di Firenze (FI)
- Secugnago (LO)
- Trignano frazione di Isola del Gran Sasso d'Italia (TE)
- Varallo Sesia (VC)